# Contea di Toole
La contea di Toole (in inglese Toole County) è una contea del Montana, negli Stati Uniti. Il suo capoluogo amministrativo è Shelby.

## Geografia fisica
La contea ha un'area di 5.040 km² di cui l'1,79% è coperto d'acqua. Buona parte del confine sud e disegnato dal fiume Maria's che scorre sul lato sud-est.

### Contee confinanti
- Contea di Warner n. 6 (Alberta, Canada) - nord
- Contea di Forty Mile n. 8 (Alberta, Canada) - nord-est
- Contea di Liberty - est
- Contea di Pondera - sud
- Contea di Glacier - ovest

## Storia
La contea di Toole venne istituita nel 1914 da parti delle contee di Hill e di Teton e deve il suo nome al primo governatore del Montana, Joseph K. Toole.

### Evoluzione demografica

Situazione demografica

## Città principali
- Kevin - town
- Shelby (capoluogo) - city
- Sunburst - town

## Strade principali
- Interstate 15
- U.S. Route 2

## Musei
- Marias Museum of History and Art, su visitmt.com. URL consultato il 23 maggio 2007 (archiviato dall'url originale il 2 luglio 2007).